# Poemat opisowy
Poemat opisowy – utwór wierszowany, którego podstawową formą podawczą jest opis. Przedmiotem opisu jest przyroda, krajobraz, przedmioty kulturowe, zajęcia ludzi (gospodarowanie na wsi); opisowi towarzyszy ton dydaktyczny, nierzadko w takim poemacie obecna jest refleksja filozoficzna.
Początki gatunkowi dały Georgiki Wergiliusza, do których nawiązał później klasycyzm. W oświeceniu to jeden z wiodących gatunków niefabularnej epiki dydaktyczno-filozoficznej, którego rozkwit przypadał w całej Europie na XVIII w., a w Polsce dopiero na XIX w. 
Opisowa prezentacja wybranych fragmentów świata przedstawionego pełniła nade wszystko funkcję filozoficzno-umoralniającą, stając się jednym z ogniw oświeceniowego, racjonalistycznego postrzegania świata oraz miejsca, jakie wyznaczono w nim „oświeconemu”, nowożytnemu człowiekowi.
Dwa najwybitniejsze w literaturze światowej poematy opisowe, Pory roku Jamesa Thomsona oraz Ziemianin Jacques’a Delille’a, były hołdem złożonym oświeceniowemu przyrodoznawstwu i fizyce. Pierwszemu z wymienionych utworów patronował Isaac Newton ze swą wizją uporządkowanego kosmosu, w którym rządzą odkrywane przez umysł ludzki odwieczne prawa fizyki, drugiemu zaś – George-Louis Leclerc de Buffon, autor kilkutomowej, niezwykle popularnej w XVIII w. Historii naturalnej (1794) oraz Epok natury (1786). 
Nowożytne poematy opisowe w ich wersji oświeceniowej miały ambicje pogodzenia triumfującego scjentyzmu  z literackością, empirycznej refleksji i przyrodzie z pasją subiektywnego opisywania świata. Utwory takie korzystały również z filozofii i etyki pragmatycznej J. Locke'a, dla którego człowiek stawał się kreatorem rzeczywistości, twórcą na miarę swoich potrzeb i geniuszu.
Poeci klasycystyczni odwoływali się poza tym chętnie do formuły Horacego pochodzącej z Listu do Pizonów: ut pictura poesis (poemat to jak obraz), wyrażającej pogląd o pokrewieństwie poezji i malarstwa opisowego – dwóch dziedzin sztuki posługujących się zasadą imitacji, naśladowania natury.

## Realizacje gatunkowe
- Sofiówka (1806) Stanisława Trembeckiego, poemat opisowo-panegiryczny napisany w hołdzie żonie Szczęsnego Potockiego, Zofii, dla której magnat kazał stworzyć wspaniały park angielski na Ukrainie, nieopodal Humania, zwany Sofijówką.
- Ziemiaństwo polskie Kajetana Koźmiana (1839), wykpiwany przez romantyków poemat, w którym autor podtrzymał mit dobrego gospodarza – pracującego na roli uczonego, a raczej oczytanego wieśniaka, pogodzonego z własnym losem na wzór mądrego epikurejczyka, żyjącego zgodnie z dewizą: „Zgodzisz się z wiejskim życiem, gdy zgodzisz się ze sobą”.
- Rolnictwo Dyzmy Bończy-Tomaszewskiego (1802), gdzie praca na roli została potraktowana jako zajęcie kompensacyjne dla Polaka, który stracił ojczyznę;
- Puławy Juliana Ursyna Niemcewicza (1803);
- Okolice Krakowa Franciszka Wężyka.

## Nawiązania i kontynuacje
Gatunek uprawiany był już w starożytności, czego dowodem są Praca i dnie Hezjoda oraz Georgiki Wergiliusza.
Innym znanym poematem opisowym, tłumaczonym kilkakrotnie na język polski, były Ogrody J. Delille’a.
Polskie poematy rolnicze z ich kultem pracy na roli stanowiły zapowiedź pozytywistycznej filozofii pracy u podstaw oraz pracy organicznej, a ich oddziaływanie widoczne jest choćby w sylwetkach dobrych gospodarzy w Nad Niemnem Elizy Orzeszkowej, Nocach i dniach Marii Dąbrowskiej czy Dolinie Issy Czesława Miłosza.